# Abdelrahman Oraby
Abdelrahman Salah Orabi Abdelgawwad (arabisch عبد الرحمن صلاح عرابي عبد الجواد, DMG ʿAbd ar-Raḥmān Ṣalāḥ ʿUrābī ʿAbd al-Ǧawwād, * 9. Oktober 1987 in al-Fayyūm, Ägypten) ist ein ägyptischer Boxer im Halbschwergewicht. Er war unter anderem Teilnehmer der Olympischen Sommerspiele 2016 in Rio de Janeiro, 2020 in Tokio und 2024 in Paris.

## Boxkarriere
Orabi war Viertelfinalist der Mittelmeerspiele 2013 und gewann 2015 jeweils die Silbermedaille bei den Afrikameisterschaften und den Afrikaspielen, nachdem er im Finale jeweils gegen Abdelhafid Benchabla unterlegen war. Bei der Weltmeisterschaft 2015 verlor er in der Vorrunde mit 1:2 gegen Pawel Siljagin.
Durch das Erreichen des Finales bei der afrikanischen Qualifikation war er zur Teilnahme an den Olympischen Sommerspielen 2016 berechtigt, unterlag dort jedoch in der Vorrunde mit 1:2 gegen Hrvoje Sep.
2017 gewann er Bronze bei den Islamic Solidarity Games und 2018 Gold bei den Mittelmeerspielen, nachdem er sich gegen Džemal Bošnjak, Polyneikis Kalamaras und Bayram Malkan durchgesetzt hatte.
2019 gewann er mit einem Finalsieg gegen Pita Kabeji die Afrikaspiele, erkämpfte die Silbermedaille bei den Militärweltspielen und schied bei der Weltmeisterschaft im Achtelfinale gegen Jerome Pampellone aus.
Nach dem Gewinn der afrikanischen Qualifikation startete er bei den Olympischen Sommerspielen 2020, wo er im Achtelfinale gegen den späteren Silbermedaillengewinner Benjamin Whittaker unterlag.
2022 war er Viertelfinalist der Mittelmeerspiele und Bronzemedaillengewinner der Afrikameisterschaften.
Im September 2023 gewann er im Cruisergewicht mit fünf Siegen in Folge die afrikanische Olympiaqualifikation in Dakar. Bei den Olympischen Spielen 2024 in Paris schied er im Achtelfinale gegen Murad Allahverdiyev aus.